# Звежинский, Сигизмунд Матвеевич
Сигизмунд Матвеевич Звежинский (24 сентября 1928, Крутиловичи, Новогрудское воеводство — 24 марта 1989, Львов) — советский экономист. Кандидат экономических наук (1970), доцент (1974), доктор экономических наук (1987).

## Биография
Родился 25 сентября 1926 в селе Крутиловичи в верующей католической семье польского осадника из п. Ивенец (ныне Минская область) и польско-белорусской крестьянки из Новогрудского воеводства 2-й Польской Республики (1918—1939). Учился в нескольких (польской, белорусской и немецкой) школах, в феврале 1940 г. чудом избежал депортации в Архангельскую область.
Пережил 3-летнюю немецкую оккупацию, участвовал в партизанском движении, награждён памятными государственными знаками и медалями. В 1947 году окончил Новогрудский финансово-экономический техникум; в 1947—1948 годы работал в ГорФО (Гродно).
В 1953 году окончил Московский институт железнодорожного транспорта им. И. В. Сталина; в 1953—1954 годы работал на станции Рыбное Рязанской области.
В 1954—1957 годы работал в Польше, в Варшаве (последняя должность — главный инженер Варшавской железной дороги).
С 1957 по 1962 годы — в Белгороде, работал в центральном бюро научно-технической информации Белгородского совнархоза (заместитель, начальник бюро). С февраля 1963 — старший инженер, начальник группы, в 1968—1972 годы — заместитель начальника отдела научно-технической информации Экспериментально-конструкторского технологического института автопромышленности (Львов).
С 1972 — доцент, в 1988—1989 годы — заведующий кафедрой редактирования и научно-технической информации Украинского полиграфического института (Львов).
Умер в марте 1989 года в больнице скорой помощи (Львов) от острой сердечной недостаточности, похоронен на старом кладбище в Брюховичах.

## Научная деятельность
В мае 1970 года защитил кандидатскую (на инженерно-экономическом факультете Львовского политехнического института), в июне 1987 — докторскую диссертацию (в Институте народного хозяйства им. Г. В. Плеханова, Москва).

### Избранные труды
- Техника семилетки. — Белгород: Кн. изд-во. — 94 с.
- Научно-техническая информация в проектно-конструкторских организациях. — Киев, 1966.
- Научная организация информационной работы в проектно-конструкторском технологическом институте. — М.: НИИАвтопром, 1968. — 76 с.
- Формы и методы анализа и обобщения достижений науки и техники при составлении аналитических обзоров. — М., 1969.
- Информационная деятельность в научно-проектных и проектно-конструкторских организациях. — Львов: Камнеяр, 1970. — 96 с.
- Научная организация информационной деятельности. — Львов: Камнеяр, 1974. — 116 с.
- Методы подсчета результативности научно-технической информации. — М.: ВИНИТИ, 1977. — 12 с.
- Информационное обеспечение научно-технических разработок. — Львов: Вища школа, 1982. — 208 с.
- Эффективность системы информационного обеспечения научно-технических разработок. — Львов: Вища школа, 1987. — 199 с.